# Orange Pocket
『Orange Pocket』（オレンジポケット）は2003年6月13日にHOOKが発売した18禁恋愛アドベンチャーゲーム。オレポケと略される。

## 概要
家庭用ゲーム機版は2004年4月28日にピオーネソフトより、ドリームキャスト版『〜 コルネット』とPlayStation 2版『〜 リュート』が発売されている。なお、この2本で追加されたキャラクターが異なり、ドリームキャスト版では全く新しいキャラが、PlayStation 2版ではサブキャラが1人攻略対象として追加されている。また、家庭用の初回限定版の特典はドラマCD+原画集という構成は同じだが、その内容もこの2本で異なる。また、この時期に発売されたソフトでは珍しく、DC版・PS2版ともCEROレーティングはなかった。また、2005年7月14日には電脳CLUBよりDVD PlayersGame版が発売された他、2006年8月4日にはブレインポリスよりFOMA 900iシリーズ向けの配信も開始されている。

## ストーリー
山と川に恵まれた小さな田舎町。東津久田学園に通う主人公・江田秀晃は、気心の知れた仲間たちと代わり映えのない、しかし楽しい毎日を送っていた。そんなある日やってきた都会からの転校生は幼馴染の少女だった。あっという間に周りに馴染んだ彼女を迎えたことを皮切りに、代わり映えのないそれまでの日々はいつしか騒がしくなっていく。

## 登場キャラクター
江田 秀晃（えだ　ひであき）
本作の主人公。かつては都会で暮らしており、ナズナとはその頃の友人。親の転勤で現在の町に引っ越し、華山や恵留、円や咲乃らと親しくなる。ナズナいわく本人はあまり自覚していないが都会の無機質な暮らしが肌に合っていなかったらしく、引っ越して以降はのんびりした田舎町の空気や気の合う友人に囲まれて伸び伸びと暮らしている。親友の華山の祖父、松山（故人）から古流武術「奥村流」を手解きされており、華山に腕は及ばないものの、唯一彼と組み手を行える人物として校内では重宝されている。

### ヒロイン
綾瀬 ナズナ（あやせ なずな）
声優：北都南
物語冒頭で東津久田学園に転校してくる、秀晃の幼馴染。整った容姿と「都会」から転校してきたということで校内の注目の的となるが、いたって気さくで明るい性格からすぐに周囲と打ち解け、秀晃の友人たちの輪にも自然に馴染んでしまう。運動神経抜群で、ほかの成績も軒並み優秀。
七緒 美典（ななお みのり）
声優：成瀬未亜
秀晃の後輩で、恵留の親友。非常におっとりしたマイペースな少女。どこでもすぐに眠れるという特技を持ち、常に愛用の枕を携帯している。休み時間や放課後は図書室に常駐している。ロリ顔で小柄だが、ヒロイン中一番の巨乳。伊織という弟がいる。
小見川 円（おみがわ まどか）
声優：萌木唯
秀晃のクラスメートにして友人。明るくにぎやかな性格のムードメーカー。実は地元の名士の一人娘だが、本人はいたって庶民的。運動神経はいいがそれ以外の成績はイマイチ。常に気楽に振舞うが、内面にはさまざまな不安や不満を抱えている。咲乃とは幼馴染で一番の親友。
黒崎 恵留（くろさき える）
声優：青山ゆかり
秀晃の後輩であり、彼が引っ越してきて最初に親しくなった妹のような存在。秀晃とは家が近所であり、時折、両親が不在がちな彼の家の家事を手伝ったりしている。基本的におとなしい性格だが、気を許す秀晃やその友人達にはくだけた態度で冗談を言ったりもする。
藤木 咲乃（ふじき さきの）
声優：中瀬ひな
秀晃のクラスメートにして友人。まじめな性格で、親友の円のブレーキ役。運動は苦手だが成績優秀なメガネっ娘。少々人見知りで、ある程度親しい人間とは気さくに接することができるが、それ以外の人間と話すのが苦手。ゆえに周りからは少し暗い印象を持たれており、内心ではそんな自分を変えたいと思っている。
神沼 桐子（かみぬま きりこ）
声優：一色ヒカル
秀晃のクラスメートだが、本編開始時点では交流はない。無口で他人を寄せ付けないクールな性格。学校では友達も作らず、基本的に一人でいる。実は写真撮影という趣味をもっており、カメラにはある深い思い入れがある。しかし過去の経験から、本当に大事なものは写真に写す事を避ける癖がある。祖父の営む時計屋に下宿しており、アルバイトとして店番を手伝っている。
前原 羽弥（まえばら はや）
声優：文月かな
秀晃のひとつ上の先輩。ある出来事をきっかけに知り合うことになる。小柄な体格と裏腹な気の強い性格だが、それは臆病さ、気の小ささの裏返しでもある。実際は寂しがりやで、心に余裕がなく、精神的に幼い面が強い。ツンデレ。ありかは唯一心を許せる親友。
綾瀬 ユーキ（あやせ ゆうき）
声優：三木本彩響
秀晃の家の隣に住んでいる少女。ある出来事で秀晃と知り合う。
源 ありか（みなもと ありか）
声優：福元コヒロ
秀晃の先輩。羽弥の親友で、気さくだが真面目でしっかりした性格。秀晃や羽弥に対してはお姉さんのように接する。実は周囲に隠してギターの弾き語りを行っており、プロのミュージシャンになることを夢見ている。PC版ではサブキャラクターだったが、PlayStation 2版で攻略対象に追加された。
川波 ころね（かわなみ ころね）
声優：榎津まお
秀晃の後輩で、購買のパン屋の娘。本来は明るい性格だが男性が少し苦手で、話すうちに焦って思ったことをそのまま口にしてしまう。ドリームキャスト版で登場する新キャラクター（PC版には登場しない）。

### その他
奥村 華山（おくむら　かざん）
声優：間寺司
秀晃の親友。旧家である奥村家の一人息子。実直かつ真面目一辺倒で、自分にも他人にも厳しいが、一度認めた人間には好意を惜しまない。非常に古風な考え方と口調の武士のような少年。死んだ祖父の奥村松山を尊敬している。「奥村流」と呼ばれる古流武術の達人。かつては凝り固まった観念と武術の腕から「暴れ者」のレッテルを貼られ、同年代の少年少女はもとより大人たちでさえ扱いかねる存在だったが、引っ越して間もない秀晃と出会い、物怖じしない彼と衝突しながらも親しくなり、次第に考え方を軟化させていく。恋人であり、許婚の柊を心から愛している。
立花 柊（たちばな　ひいらぎ）
声優：三木本彩響
秀晃の友人で、華山の許婚にして恋人。華山に負けず劣らずの古風な考え方を持つ生粋の大和撫子。華山の許婚であることを誇りに思っており、自ら華山の「妻」を公言して憚らない。温和で物静かだが秀晃や華山と同じく「奥村流」を学んでおり、相当な腕前であることが仄めかされている。
空木 朋佳（うつぎ　ともか）
声優：児玉さとみ
東津久田学園の若い女教師。秀晃らの担任。気さくで明るい性格だが生徒の悩みや問題には親身になって取り組むため、生徒達からの人気は高く、気難しい華山も信頼している。一部の生徒には「朋佳ちゃん」と呼ばれ親しまれている。
奥村 松山（おくむら　しょうざん）
奥村華山の祖父。故人。旧家・奥村家の家長であり、文武に秀で、知性的で温和な人柄から地域一帯に尊敬されていた大人物。華山が唯一尊敬した人物であり、彼の人格形成に大きく関わった。華山、柊の他、友人である秀晃や恵留、円、咲乃など、幼かった彼らに多大な影響を与えた人物。晩年、「奥村佐門」のペンネームで小説を執筆している。

## 開発
HOOK（現：HOOKSOFT）の代表である亜佐美晶は、2015年の電撃姫とのインタビューの中で、1作目と2作目の売れ行きが悪く、本作でゲーム制作をやめようかと思い、最後だからちゃんとしたものを作ろうという思いの元、初めて純愛ゲーム制作の勉強をしたことを明かした。勉強と改良を重ねた結果、キャラクターも含めて最初の告知と大きくかけ離れた内容になってしまったと亜佐美は振り返っている。
本作を制作するにあたり、「原則として主人公一人につきヒロインは一人のみであり、主人公が複数のヒロインと付き合ったり、複数のヒロインが主人公を奪い合うという展開はしない」「制服のある学園ものにする」「マニュアルを読まなくてもプレイしやすいよう、ゲームシステムを複雑にしない」という方針が立てられ、後続の作品でも基本的にこの方針にのっとっている。
このうち、主人公の幼なじみである綾瀬ナズナは「メインヒロインは幼馴染」というHOOK作品の方向性を決定づけたキャラクターであると亜佐美晶はインタビューで述べている。
また、ヒロインとの会話の中で主人公の返答するタイミングによってヒロインの対応が変わる「リアルタイムクリック」が本作で初めて導入された。亜佐美は導入の理由について、「僕は恋愛における会話は重要だと考えており、会話しているときに間ができた時、話し出すタイミングが楽しいから」と答えており、会話を楽しんでもらうために攻略とは関係のない要素にしたと述べている。

## スタッフ
- 原画：武田弘光
- シナリオ：はね、川波無人、三浦祐介

## 関連商品

### CD
- オリジナルサウンドトラック SOUND POCKET 2003年10月22日
- オレンジポケット　アレンジ＆ドラマ 2004年1月21日

### 書籍
- オレンジポケット公式ファンブック Sweet Sunset Graffiti
- オレンジポケット　1　恵留編 ソフガレノベルズ 2003年10月20日
- オレンジポケット　2・ナズナ編 ソフガレノベルズ 2004年1月15日
- オレンジポケット　3・オムニバス ソフガレノベルズ 2004年1月15日

## 反響
HOOKの代表である亜佐美晶は、本作の反響が予想以上の大きさで、出荷数が足りなくなったと電撃姫とのインタビューの中で振り返っている。